# 시청역 (대전)
시청역(City Hall station, 市廳驛)은 대한민국 대전광역시 서구 둔산동에 있는 대전 도시철도 1호선의 전철역이다. 병기역명은 "법무법인 대륜"이었으나 병기역명이 폐지되었다.

## 역사
- 1996년 10월 30일 : 대전 도시철도 1호선 판암역~정부청사역 구간 착공
- 2006년 3월 16일 : 대전 도시철도 1호선 판암역~정부청사역 구간 개통과 함께 영업 개시

## 개요
인근에 대전광역시청을 포함한 대전의 주요 행정 기관과 고층 빌딩들이 있다.

## 안내방송
역 도착 안내방송에서는 대전광역시를 상징하는 노래인 《대전의 찬가》를 배경음악으로 사용한다.

## 역 구조
출입구는 8개다.

### 승강장
2면 2선의 상대식 승강장을 갖춘 지하역이며, 완전밀폐형 스크린도어가 설치되어 있다.
| 탄방 ↑     |
| \| 상      |
| ↓ 정부청사 |

| 상행 | ● 대전 도시철도 1호선 | 탄방·중앙로·대전역·판암 방면     |
| 하행 | ● 대전 도시철도 1호선 | 정부청사·월평·유성온천·반석 방면 |

## 역 주변
- 대전광역시청·대전광역시의회
- 대한민국 특허법원·대전가정법원
- 대전고등법원·대전지방법원·대전고등검찰청·대전지방검찰청
- 대전광역시경찰청
- 서대전세무서
- 충청지방우정청·대전둔산우체국
- 대전광역시교육청
- 대전지방고용노동청
- 한국토지주택공사 대전충남본부
- 한국자산관리공사 대전충남지역본부
- 신용보증기금 충청영업본부
- 중소기업중앙회 대전충남지역본부
- 현대해상 대전 사옥
- Hy 대전 사옥
- 한국투자증권 대전중앙지점
- 한국관광공사 충청권협력단
- 원광대학교 대전치과병원
- 둔산1동행정복지센터
- 둔산2동행정복지센터
- 샤크존
- 목련아파트
- 크로바아파트
- 세이브존 대전점
- 갤러리아백화점 타임월드
- 롯데시네마 대전센트럴

## 승차량 변동
| 노선  | 1일 평균 승차 인원 | 1일 평균 승차 인원 | 1일 평균 승차 인원 | 1일 평균 승차 인원 | 1일 평균 승차 인원 | 1일 평균 승차 인원 | 1일 평균 승차 인원 | 1일 평균 승차 인원 | 1일 평균 승차 인원 | 1일 평균 승차 인원 |
| 노선  | 2006년             | 2007년             | 2008년             | 2009년             | 2010년             | 2011년             | 2012년             | 2013년             | 2014년             | 2015년             |
| ----- | ------------------ | ------------------ | ------------------ | ------------------ | ------------------ | ------------------ | ------------------ | ------------------ | ------------------ | ------------------ |
| 1호선 | 3,685              | 5,067              | 5,973              | 6,791              | 6,993              | 7,455              | 7,570              | 7,604              | 7,773              | 7,642              |
| 1호선 | 2016년             | 2017년             | 2018년             | 2019년             | 2020년             | 2021년             | 2022년             | 2023년             |                    |                    |
| 1호선 | 7,638              | 7,591              | 7,500              | 7,558              |                    |                    |                    |                    |                    |                    |

## 인접한 역
| 대전 도시철도 1호선            | 대전 도시철도 1호선   | 대전 도시철도 1호선                |
| ------------------------------ | --------------------- | ---------------------------------- |
| 110 탄방(다빈치병원) 판암 방면 | ● 대전 도시철도 1호선 | 112 정부청사(신협중앙회) 반석 방면 |